# Jialganat
Jialganat (en mongol, Хялганат) es una localidad en el distrito de Khangal en Mongolia norte. Tenía una población de unas 3100 personas a finales de 2006., 3264 (a finales de 2008). Se sitúa en la margen izquierda del río Selenge. En 1972 se dundó en esta localidad una fábrica para operaciones forestales, que en los últimos años no se ha mantenido del todo provocando altas tasas de desempleo.